# Platja del Francàs
La platja del Francàs és la platja urbana situada al Barri Marítim del Francàs, del municipi del Vendrell (Baix Penedès). Limita a l'extrem nord-est amb la platja de Coma-ruga i a l'extrem sud-oest amb la platja de la Costa Daurada del municipi de Roda de Berà. Orientada al sud-sud-est, te una longitud de 1.182 metres i una amplada mitjana de 31 metres, formada per sorra fina i un pendent d'entrada a l'aigua suau. Disposa de punts de vigilància, socorrisme i primers auxilis, accés per a persones amb mobilitat reduïda, dutxes i servei de lloguer de tendals i gandules. A l'extrem nord-est, part de la massa d'aigua està inclosa dins la reserva marina de la Masia Blanca.
La platja està guardonada amb la Bandera Blava, que reconeix internacionalment la qualitat de l'aigua i serveis. L'Agència Catalana de l'Aigua efectua un control setmanal de la qualitat de l'aigua, durant la temporada de bany, amb el resultat d'excel·lent.